# Johanna Helena Herolt

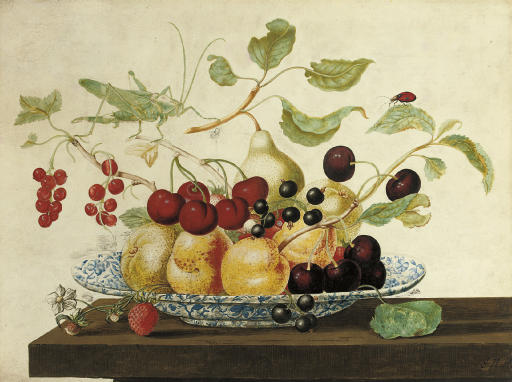
Früchtestillleben mit Insekten, ca. 1690, von Johanna Helena Herolt

Johanna Helena Herolt (getauft 5. Januar 1668jul. in Frankfurt am Main als Johanna Helena Graff; gestorben Oktober 1730jul. in Paramaribo, Surinam; beigesetzt 9. Oktober 1730) war eine Blumen- und Insektenmalerin und Kupferstecherin. Sie war die ältere Tochter von Maria Sibylla Merian (1647–1717) und gehörte damit zur jüngeren Frankfurter Linie der Basler Familie Merian.
Maria Sibylla Merian bildete gemeinsam mit ihren beiden Töchtern Johanna Helena Herolt und Dorothea Maria Graff (1678–1743) eine Künstlerinnengemeinschaft. In den letzten Jahren wurden etliche vorher Maria Sibylla Merian zugeschriebene Bilder als Werke ihrer Tochter Johanna Helena Herolt identifiziert.

## Leben

### Kindheit und Jugend

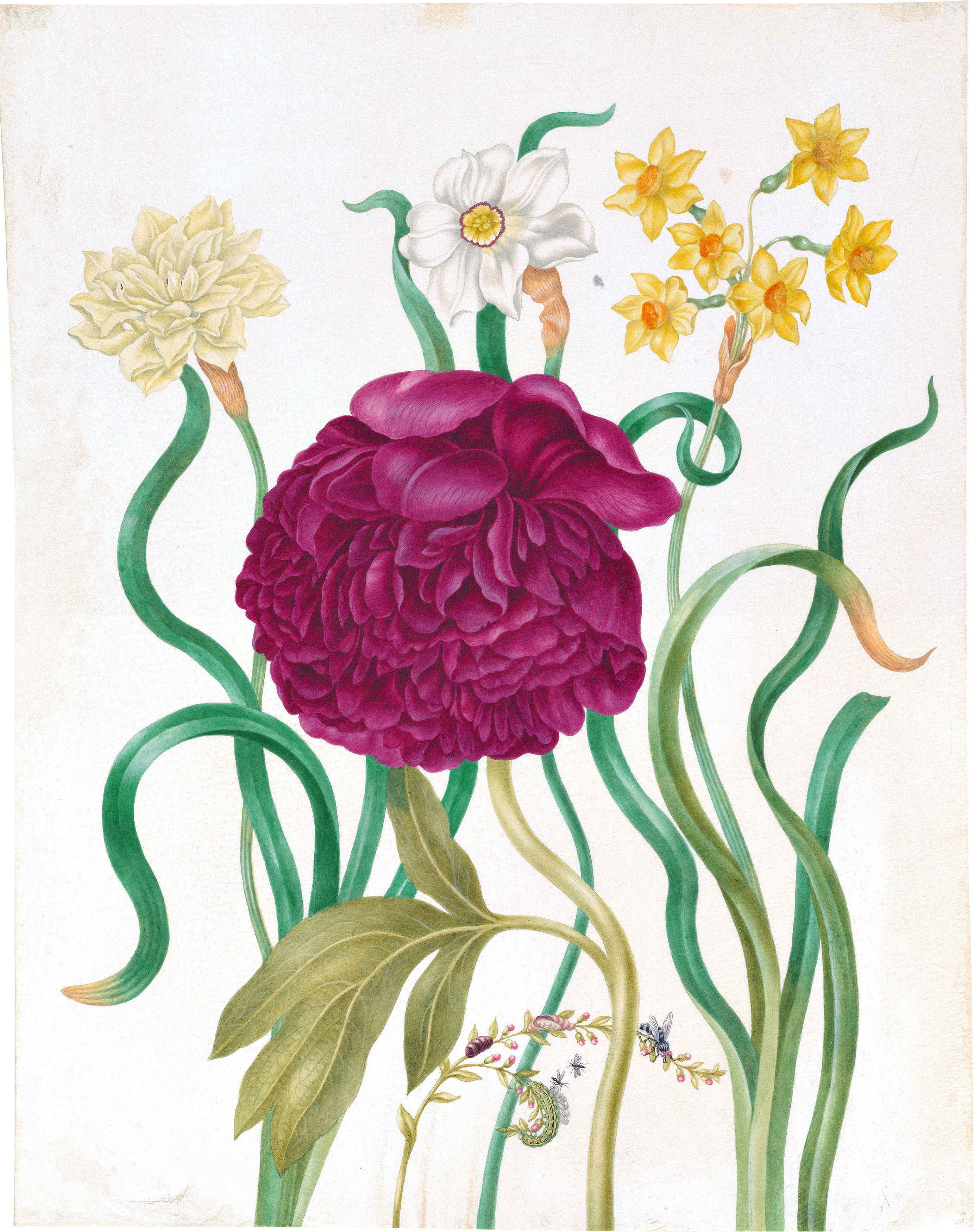
Pfingstrose, um 1700, von Johanna Helena Herolt

Johanna Helena Graff wurde 1668 in Frankfurt am Main als Tochter des seit 1665 verheirateten Künstlerehepaars Maria Sibylla Merian und Johann Andreas Graff (1636–1701) geboren. Kurz nach ihrer Geburt zog die Familie nach Nürnberg, dem Geburtsort des Vaters. Dieser hoffte, dort als Architekturmaler Aufträge zu bekommen, was ihm in Frankfurt nicht gelungen war. Die Mutter gründete die „Jungfern-Companie“, eine Malschule für Frauen aus Künstler- und Patrizierfamilien, und übernahm Aufträge verschiedenster Art, vom Besticken und Bemalen von Seidenstoffen bis zum Bemalen von Tischtüchern. Zudem setzte sie ihre Studien zur Insektenkunde fort und lernte von ihrem Halbbruder Caspar Merian die neueste Kupferstichtechnik und Crayonmanier.
Maria Gräffin, wie Maria Sibylla Merian sich zu dieser Zeit nannte, etablierte eine weitere Einnahmequelle, um zum Einkommen der Familie beizutragen, wobei sie auf die Tradition ihrer Herkunftsfamilie zurückgriff. Zunächst veröffentlichte sie zwischen 1675 und 1680 in drei Teilen ihr Blumenbuch, eine Sammlung von Kupferstichen ohne Begleittext. 1679, ein Jahr nach der Geburt ihrer zweiten Tochter (Dorothea Maria), gab sie als Ergebnis ihrer langjährigen Studien das erste Raupenbuch (Der Raupen wunderbare Verwandlung und sonderbare Blumennahrung) heraus. Das Raupenbuch war mit seinem Kompositionsprinzip, bei dem auf jedem Blatt die Entwicklungsstadien der Insekten in Verbindung mit den Pflanzen gezeigt wurden, die ihnen zur Nahrung dienen, eine Innovation.
1681 zog Maria Sibylla Merian mit ihren beiden Töchtern zu ihrer Mutter nach Frankfurt am Main, da diese wegen Erbstreitigkeiten in Schwierigkeiten war. Der Vater zog zwar nach, doch die Ehe der Eltern war zerrüttet. Johanna Graff wurde in dieser Zeit von ihrer Mutter im Aquarellieren und Kupferstechen ausgebildet, während ihr Vater ihr die Grundlagen des perspektivischen Zeichnens vermittelte. Zwei Jahre später erschien in Frankfurt am Main das zweite Raupenbuch von Maria Sibylla Merian.

### Bei den Labadisten

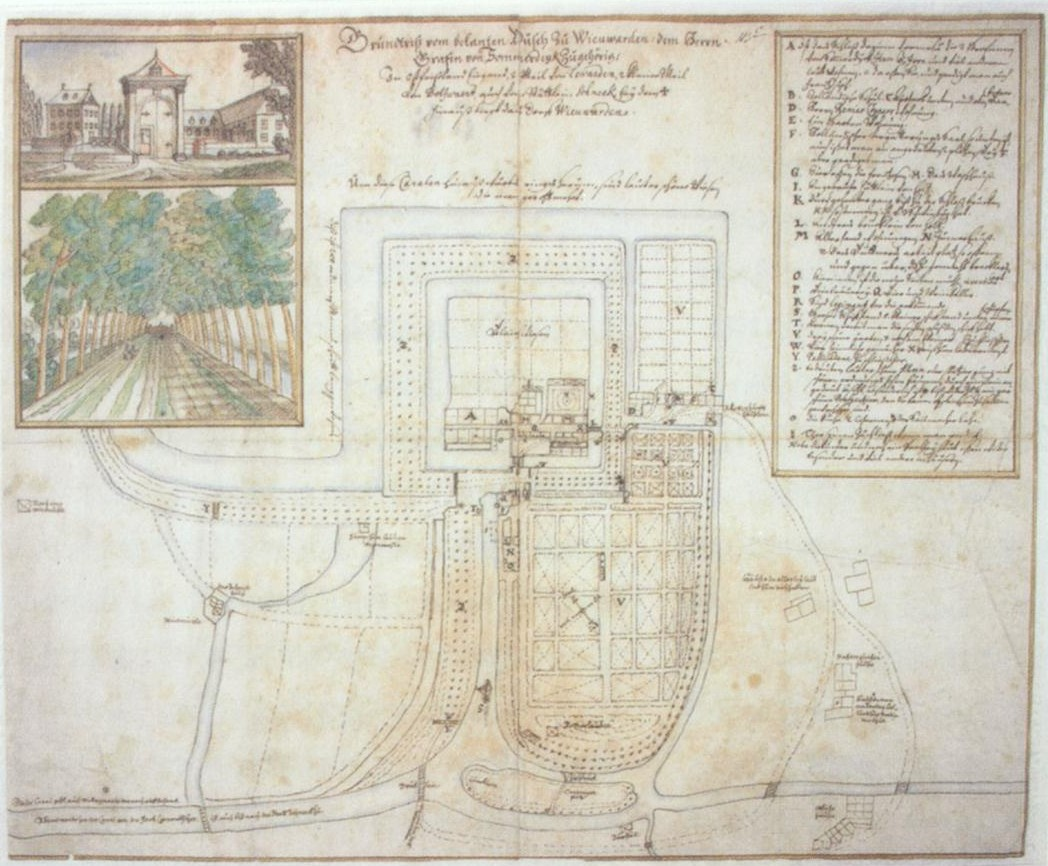
Karte von Schloss Walta bei Wieuwerd, um 1686, von Johann Andreas Graff

1685, nachdem der Erbstreit gerichtlich entschieden worden war, trat Maria Sibylla Merian zusammen mit ihrer Mutter und ihren Töchtern der frühpietistischen Sekte der Labadisten bei, die sich in Wieuwerd in der niederländischen Provinz Friesland angesiedelt hatte. Ihr Halbbruder Caspar Merian lebte bereits seit mehreren Jahren dort. Das Leben dort war einfach und abgekehrt von der Welt. Die Mahlzeiten wurden gemeinsam eingenommen, die Frauen trugen raue Wollkleider und bedeckten das Haar mit einer dicht anliegenden Kappe. Es wurde absoluter Gehorsam gegenüber den leitenden Brüdern erwartet. Es wurde zwischen den „Erwählten“, die sich gegenseitig als „Schwester“ und „Bruder“ anredeten, und den „Anwärtern“ unterschieden, die genauso hart arbeiteten mussten wie die „Erwählten“, aber getrennt untergebracht und verköstigt wurden. Wie ihre Mutter, die ihren Ehenamen ablegte, wurde Johanna Graff als „Schwester“ (Erwählte) von den Labadisten aufgenommen, die jüngere Schwester war dafür zu jung. Dagegen wurde Johann Andreas Graff, der ebenfalls nach Wieuwerd gekommen war, der Zutritt zum inneren Kreis verwehrt. Er blieb „Anwärter“, musste schwere Arbeiten verrichten und hatte kaum Kontakt zu seiner Frau und seinen Töchtern. Er gab schließlich auf und reiste allein nach Nürnberg zurück.
Bei den Labadisten wurden die Kinder weitmöglichst von den Eltern getrennt. Während ihre jüngere Schwester noch angeleitet und unterrichtet wurde, war Johanna Graff mit 18 Jahren erwachsen. Sie konnte arbeiten und an den Treffen der Labadisten teilnehmen. In dieser Zeit heiratete Johanna Graff den Labadisten-Bruder Jacob Hendrik Herolt (um 1660–1715) nach den Heiratsritualen der Labadisten.

Weiße Cyclamen, nach 1691. Das Bild ist eines von zahlreichen Beispielen, bei dem heute (noch) nicht entschieden werden kann, wie hoch der jeweilige Anteil der drei Malerinnen des „Merian-Studios“ ist.

Im Laufe der Jahre verstärkten sich die ökonomischen Schwierigkeiten der Labadisten-Gemeinschaft, weshalb die Leitung 1688 die Gütergemeinschaft aufhob, was bedeutete, dass alle Mitglieder sich wieder selbst um ihre Versorgung kümmern mussten. Dafür erhielten sie drei Viertel ihres eingebrachten Vermögens zurück. Es wird angenommen, dass Merian mit Blick auf die Zukunft ihrer Töchter wie auch wegen des Wunsches, ihre Forschungsergebnisse zu veröffentlichen, anstrebte, die Gemeinschaft zu verlassen, doch den Wechsel ihrer kranken Mutter nicht zumuten wollte. Doch in den folgenden drei Jahren erteilte sie ihren Töchtern Malunterricht.
Johanna Herolt war schon in Frankfurt von ihren Eltern in den verschiedenen Techniken des Aquarellieren, Kupferstechens und perspektivischen Zeichnen ausgebildet worden. Doch sie war aus der Übung. Die Ausbildung ihrer jüngeren Schwester begann erst in Wieuwerd. Anhand der erst 1974 als „Kräuterserie“ und „Gartenserie“ zusammengefassten Bilder, die zwischen 1688 und 1691 in Wieuwerd gemalt wurden, hat die Kunsthistorikerin Carin Grabowski Merians Unterrichtsmethode nachvollzogen und die einzelnen Teile der Bilder den drei Malerinnen zugeordnet. Der Unterricht erfolgte in zwei Lernstufen und war auf drei bis vier Jahre ausgelegt. In der ersten Lernstufe (Bilder der „Kräuterserie“) bereitete Merian für ihre Töchter jeweils ein Arbeitsblatt vor, das sie schon teilweise befüllte. Die Töchter sollten es zu einer ästhetischen Komposition ergänzen. Als Zeichen der Akzeptanz des Ergebnisses versah die Mutter das Blatt schließlich mit einer doppelten Rahmenlinie. Während bei der ersten Stufe jede Tochter ihren eigenen Stil entwickeln sollte, ging es bei den Zeichnungen in der zweiten Lernstufe (Bilder der „Gartenserie“) darum, eine gemeinsame Gestaltungsweise zu entwickeln, also den individuellen Stil unterzuordnen. Bei allen Zeichnungen haben zwei oder drei der Malerinnen zusammengewirkt.
1690 starb Merians Mutter. 1691 verließ die vierköpfige Familie – Merian und ihre beiden Töchter und Johanna Herolts Ehemann – die Labadisten und siedelte sich in Amsterdam an.

### Leben in Amsterdam

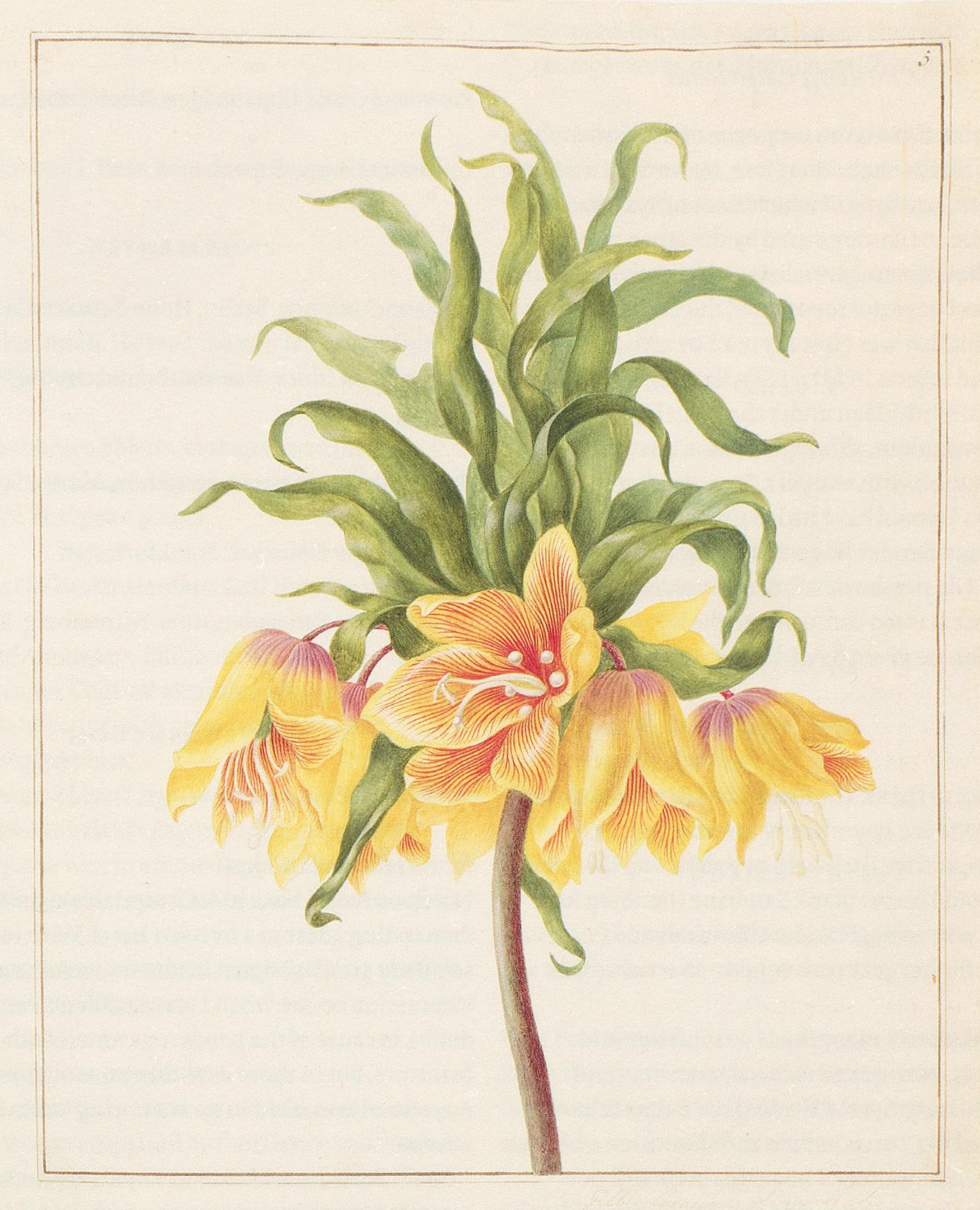
Gelbe Kaiserkrone, um 1696/7, von Johanna Helena Herolt

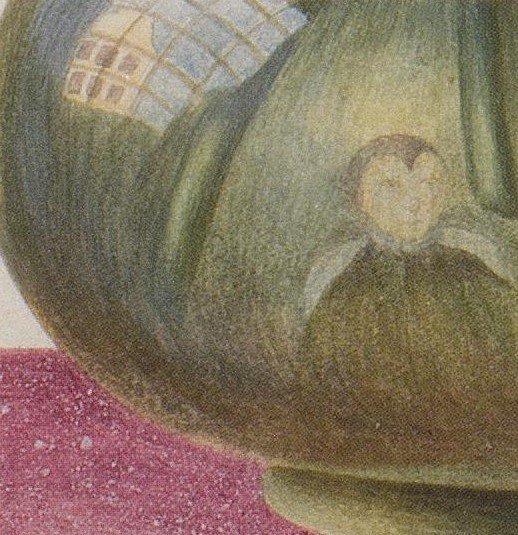
Selbstporträt von Johanna Helena Herolt, 1698, Ausschnitt aus einem Albumblatt des Bloem Boeck für den Braunschweiger Hof, ganzes Blatt verfügbar im Kupferstichkabinett der Herzog-August-Bibliothek

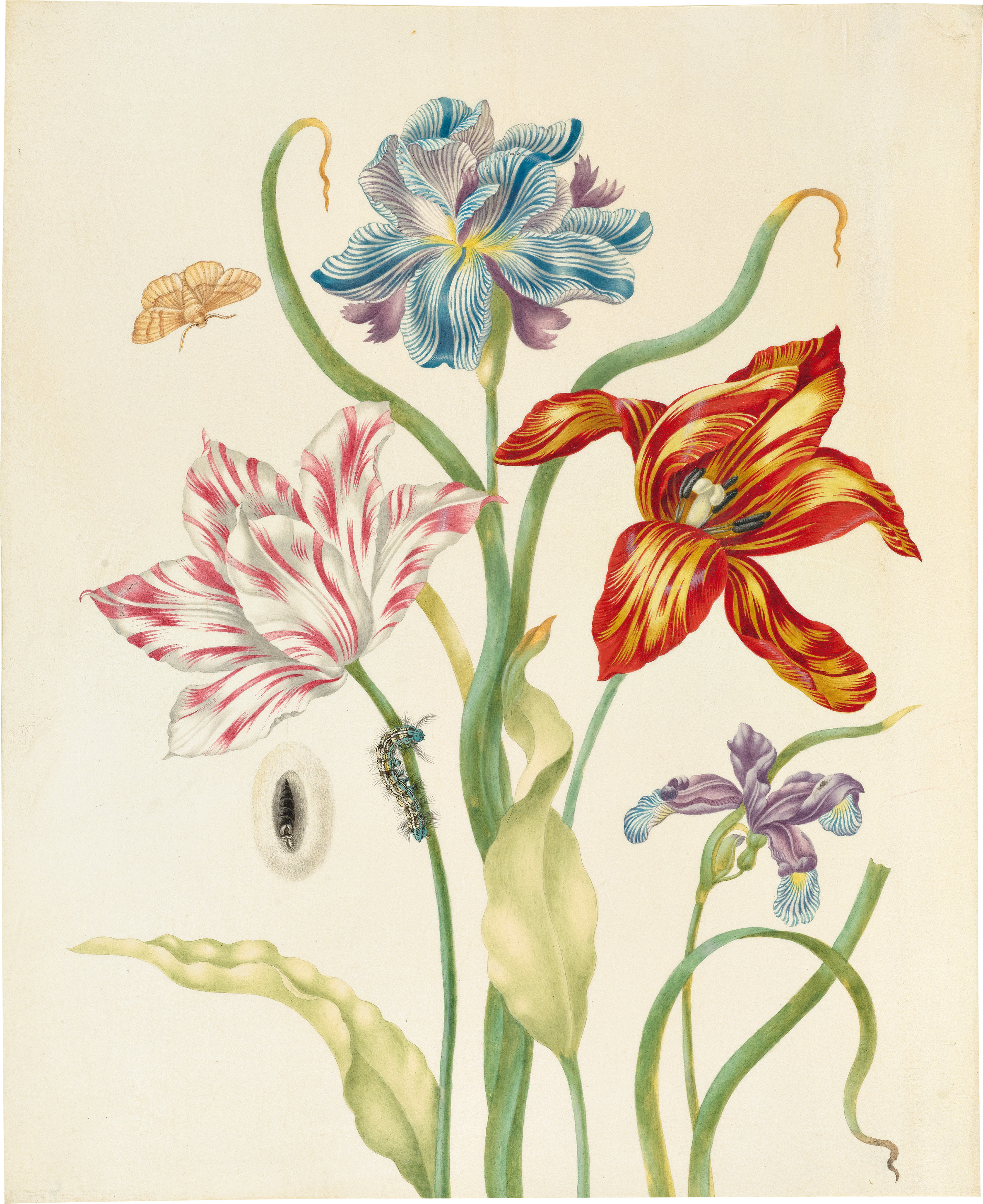
Zwei Tulpen und zwei Iris, um 1700, von Johanna Helena Herolt

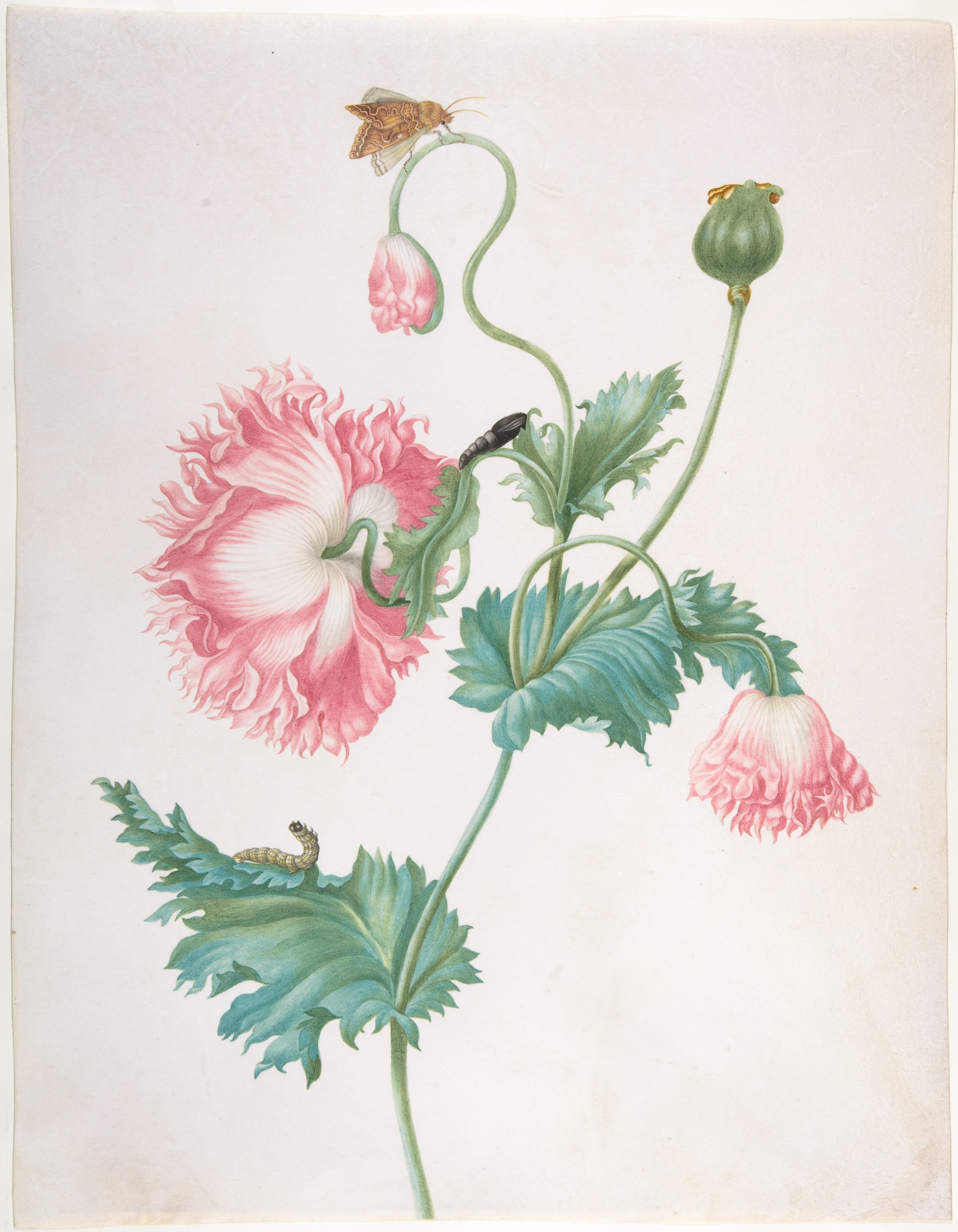
Mohn in drei Blühstadien, mit Raupe, Puppe und Schmetterling, spätes 17./frühes 18. Jahrhundert, von Johanna Helena Herolt

In Amsterdam lebte Johanna Herolt mit ihrem Mann und Maria Sibylla Merian mit der jüngeren Tochter zusammen. Johanna und Jacob Herolt heirateten in Amsterdam erneut bzw. ließen ihre Ehe dort bestätigen, da die bei den Labadisten geschlossene Ehe nicht allgemein anerkannt wurde. Der Vater spielte keine Rolle mehr. Die Ehe von Merian und Graff wurde 1692 geschieden.
Während Jacob Herolt einen Warenhandel mit Surinam und Westindien aufbaute, etablierte Merian, wie schon in Wieuwerd vorbereitet, gemeinsam mit ihren Töchtern eine Malwerkstatt, die die Mutter leitete. Als weitere Standbeine zur Sicherung des Lebensunterhalts eröffnete Merian eine Malschule für Frauen und betrieb einen Farbenhandel. Die zunehmende Produktivität der Werkstatt weist darauf hin, dass die Bilder arbeitsteilig und in einem manufakturartigen Vorgehen entstanden. Die Töchter kopierten die Vorlagen mittels Abpausen durch transparentes Pergament und kompilierten die Bilder aus verschiedenen Quellen. Darüber hinaus wurde auch mit Schablonen gearbeitet, um besonders schöne Kompositionen zu erzielen. Merian signierte ihre eigenen Arbeiten nur selten. Vereinzelt gibt es Bilder, die von Merian und Herolt signiert sind. Bei weiteren Beispielen haben vermutlich die Töchter oder fremde Personen mit Merians Namen signiert. Die Arbeitsgemeinschaft ging so weit, dass sowohl Johanna Herolt als auch Dorothea Graff in Teilen die Korrespondenz der Mutter übernahmen und mit deren Namen unterschrieben.
Merian (wie auch ihre Tochter Johanna Herolt) bekam als anerkannte Naturforscherin Zutritt zu den Naturalienkabinetten, Gewächshäusern und Orangerien in den Häusern reicher Bürger wie beispielsweise der Sammlerin tropischer Pflanzen Agnes Block. 1698 war Herolt so eigenständig etabliert, dass sie vom Braunschweiger Hof beauftragt wurde, ein Blumenbuch zu schaffen (Bloem Boeck oder Florilegium). Es enthält 49 Zeichnungen von Pflanzen und Früchten. Sie signierte es mit ihrem Ehenamen Johanna Helena Herolt. Das Album zeigt auf einer Zeichnung die Reflexion einer Frau in einer Glasvase, bei der es sich nach Ansicht von Ella Reitsma um ein Selbstporträt Herolts handeln muss.
Zwischen 1695 und 1697 beauftragte Agnes Block Merian und Herolt mehrfach, Zeichnungen bestimmter Pflanzen, Vögel und Insekten für sie anzufertigen. Um 1697/98 beauftragte Jan Commelin, einer der Gründer des Hortus Medicus in Amsterdam, Herolt, Pflanzen für den zweiten Band des illustrierten Katalogs des Apothekergartens zu zeichnen.
Im Februar 1699 verkaufte Maria Sibylla Merian einen großen Teil ihrer Sammlungen und ihrer Bilder, um eine Reise nach Surinam zu finanzieren. Im April hinterlegte sie bei einem Amsterdamer Notar ein Testament, in dem sie ihre Töchter zu Universalerbinnen bestimmte. Im Juni 1699 reiste sie gemeinsam mit ihrer Tochter Dorothea Graff nach Surinam, wo sie sich zwei Jahre aufhielten. Johanna Herolt blieb mit ihrem Mann in Amsterdam zurück, betreute die Raupen der Mutter und arbeitete am dritten Raupenbuch der Mutter weiter. Um 1700 bekam sie eine Tochter, Maria Abigail.
Am 23. September 1701 traf Merian mit ihrer jüngeren Tochter wieder in Amsterdam ein. 1705 erschien Merians Metamorphosis insectorum Surinamensium mit 60 Drucken und Beschreibungen. Die Kunsthistorikerin Ella Reitsma ist davon überzeugt, dass allein aufgrund des Umfangs Merian das Werk nur mit Hilfe der beiden Töchter so zügig vollenden konnte.

### Leben in Surinam

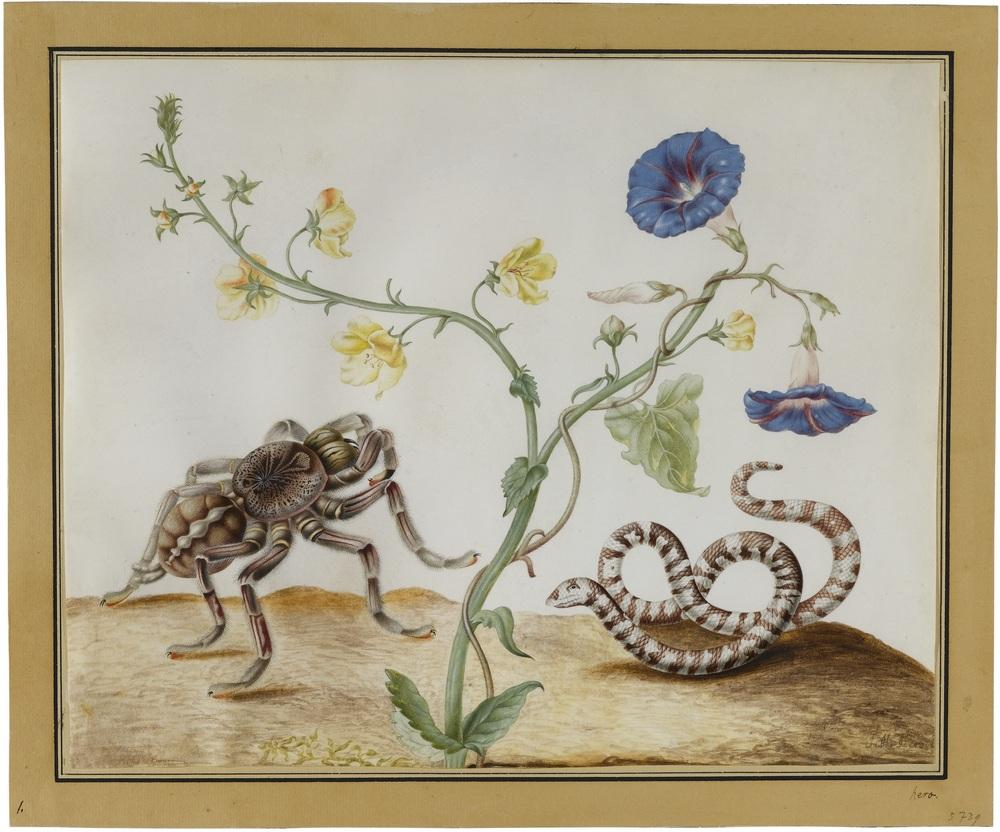
Blumen, Vogelspinne und Schlange, um 1702–1704, von Johanna Helena Herolt

1711 zogen Johanna Helena und Jacob Hendrik Herolt nach Paramaribo in Surinam. Jacob Herolt hatte davor, eventuell manchmal begleitet von Johanna Herolt, mehrfach Geschäftsreisen zu seinen Handelspartnern in das südamerikanische Land gemacht. Ein Dokument belegt, dass er 1714 im Büro der Waisenbehörde in Paramaribo tätig war. In Surinam sammelte Johanna Herolt Reptilien, Fische und Insekten, die sie an Sammler in Europa verkaufte. Sie studierte und malte auch Insekten und Pflanzen.
1713 und 1714 veröffentlichten Maria Sibylla Merian und ihre Tochter Dorothea neue Auflagen der ersten zwei Bände des Raupenbuchs. Das Werk erschien unter dem Namen der Mutter, aber nach dem aktuellen Stand der Forschung stammen einige der veröffentlichten Stiche von den Töchtern Johanna und Dorothea. 1714 hatte Maria Sibylla Merian einen Schlaganfall, der sie teilweise lähmte; gesundheitlich scheint es ihr aber bereits seit 1712 schlechter gegangen zu sein, so dass sie kaum mehr arbeitsfähig war. Vermutlich stammen die in dieser Zeit entstandenen Werke von ihrer Tochter Dorothea. Nach dem Tod der Mutter im Jahr 1717 veröffentlichte Dorothea Merian den dritten Band des Raupenbuchs, das auch Beiträge der älteren Schwester aus früheren Jahren enthielt.
1715, bereits vier Jahre nach ihrem Umzug nach Surinam, starb Jacob Herolt. Johanna Herolt blieb in Surinam. Sie sammelte weiterhin Pflanzen für den Garten von Caspar Commelin und später auch für seinen Nachfolger Johannes Burman. Ihre Tochter Maria Abigail heiratete 1722 einen Kollegen ihres Vaters in der Waisenbehörde. Sie bekam sieben Kinder. 1730 starb Johanna Herolt.

## Werk

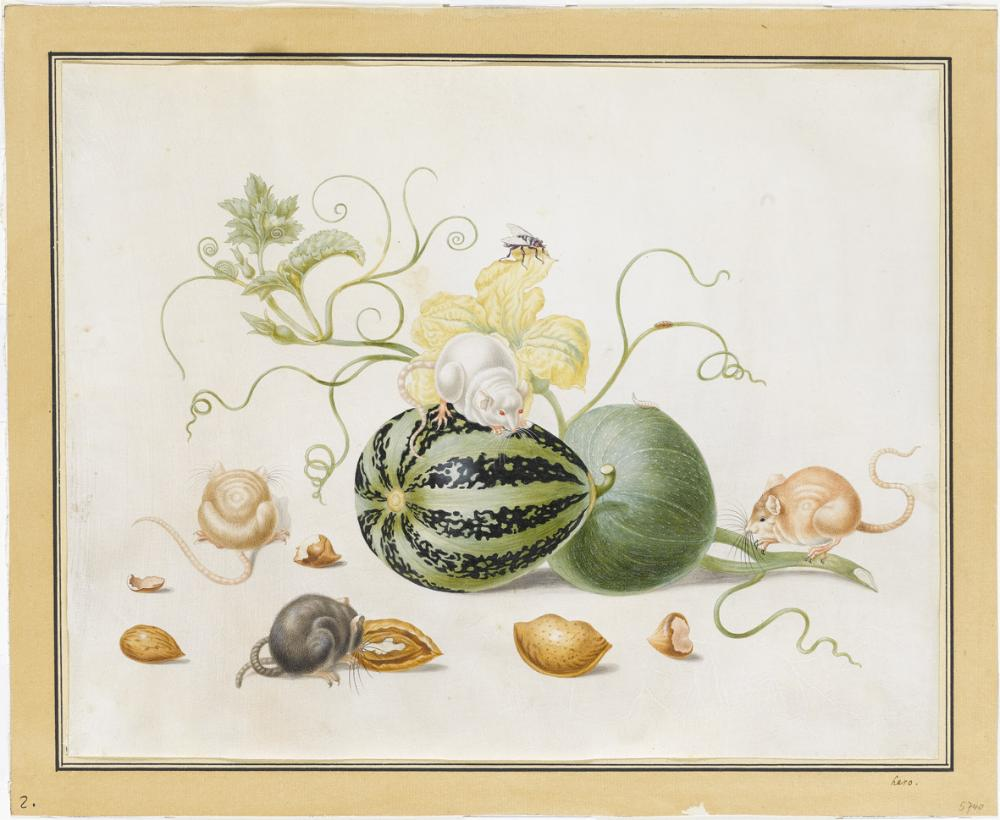
Mäuse und Melonen, um 1702–04, von Johanna Helena Herolt

In der Regel signierten Johanna Herolt und Dorothea Graff ihre Werke nicht, auch Maria Sibylla Merian selbst tat das selten. Viele Werke der Töchter erschienen unter dem Namen der Mutter. Einige Bilder hat Johanna Herolt jedoch signiert, so dass Stilvergleiche zwischen ihren und den Arbeiten ihrer Mutter möglich sind. Die Zeichnungen, die Johanna Herolt selbst signiert hat, zeichnen sich durch eine ausgeprägtere Dreidimensionalität und Plastizität aus als die Arbeiten der Mutter. Hier manifestierte sich die Schulung ihres Vaters in perspektivischem Zeichnen. Außerdem konzentrierte sich Johanna Herolt auf Pflanzen. Gerade bei großflächigen Zeichnungen einer einzelnen Pflanze oder verschlungenen Blumen, die eine ganze Seite füllen, zeigten sich ihre Stärken. Sie verwendete kühnere Farben und stärkere Kontraste als ihre Mutter.
Von den 160 Zeichnungen, die Maria Sibylla Merian zwischen 1691 und 1699 für den Sammler Hans Sloane in mehreren Serien schuf, stammen nach Ansicht der Kunsthistorikerin Ella Reitsma jeweils die oberen Teile der Seiten von den Töchtern. Sie sind weniger präzise ausgeführt. Außerdem unterliefen ihnen aufgrund ihres geringeren naturwissenschaftlichen Verständnisses Fehler in der Darstellung. Viele der Zeichnungen in der ersten Serie des Albums stammen von Johanna Herolt. Ella Reitsma ist zudem überzeugt, dass die unsignierten großformatigen Blätter der vierten Serie von Johanna Herolt stammen. In der Regel sind Johanna Herolts Arbeiten „ausladender“, ihre Arbeiten sind schwungvoller und die Ausführung der Blätter von Pflanzen „barocker“. Ähnliche Unterschiede zeigten sich in den 49 Zeichnungen des Bloem Boecks (heute in Braunschweig), die von Johanna Herolt stammen, im Vergleich mit denen der Mutter.

## Wirkungsgeschichte
Die Töchter Maria Sibylla Merians wurden lange nur am Rande in den Darstellungen ihrer Biografie erwähnt. Noch Natalie Zemon Davis bezog 1996 die Töchter in ihrer wichtigen Studie zu der Künstlerin, in der sie für Merians Werk den Begriff der „ökologischen Sicht auf die Natur“ prägte, nur an wenigen Stellen ein. Nur beim dritten Band des Raupenbuchs ging sie auf die Beiträge der Töchter zum Werk ein. Der Entomologin Katharina Schmidt-Loske, die die naturwissenschaftliche Genauigkeit von Merians Arbeiten untersuchte, gelang es in Teilen anhand der Untersuchung von Vogeldarstellungen der Künstlerin, eine Händescheidung zwischen Mutter und Johanna Herolt zu belegen. Erst 2008 mit der von Ella Reitsma kuratierten Merian-Ausstellung wurde erstmals der Anteil der Töchter an der Bildproduktion des „Merian-Studios“ herausgestellt. Reitsma wagte eine Händescheidung, die aber laut Carin Grabowski noch nicht überzeugend belegt werden konnte. Carin Grabowski selbst hat die Ausbildung der Töchter durch Merian anhand von Originalen des St. Petersburger Konvoluts nachvollzogen und eine Händescheidung der drei Malerinnen abgeleitet.